# Théorème de Lax-Milgram
Le théorème de Lax-Milgram – des noms de Peter Lax et Arthur Milgram, auxquels on adjoint parfois celui de Jacques-Louis Lions – est un théorème de mathématiques s'appliquant à certains problèmes aux dérivées partielles exprimés sous une formulation faible (appelée également formulation variationnelle). Il est notamment l'un des fondements de la méthode des éléments finis.

## Énoncé
Soient :
- {\displaystyle {\mathcal {H}}} un espace de Hilbert réel ou complexe muni de son produit scalaire noté {\displaystyle \langle \cdot ,\cdot \rangle }, de norme associée notée {\displaystyle \|\cdot \|} ;
- {\displaystyle a(\cdot ,\cdot )} une forme bilinéaire (ou une forme sesquilinéaire si {\displaystyle {\mathcal {H}}} est complexe) qui est :
  - continue sur {\displaystyle {\mathcal {H}}\times {\mathcal {H}}} : {\displaystyle \exists c>0\quad \forall (u,v)\in {\mathcal {H}}^{2}\quad |a(u,v)|\leq c\|u\|\|v\|},
  - coercive sur {\displaystyle {\mathcal {H}}} (certains auteurs disent plutôt {\displaystyle {\mathcal {H}}}-elliptique) : {\displaystyle \exists \alpha >0\quad \forall u\in {\mathcal {H}}\quad a(u,u)\geq \alpha \|u\|^{2}} ;
- {\displaystyle L(.)} une forme linéaire continue sur {\displaystyle {\mathcal {H}}}.

Sous ces hypothèses, il existe un unique {\displaystyle u} de {\displaystyle {\mathcal {H}}} tel que l'équation {\displaystyle a(u,v)=L(v)} soit vérifiée pour tout v de {\displaystyle {\mathcal {H}}} :
{\displaystyle (1)\quad \exists !\ u\in {\mathcal {H}}\quad \forall v\in {\mathcal {H}}\quad a(u,v)=L(v)}.
Si de plus la forme bilinéaire {\displaystyle a} est symétrique, alors {\displaystyle u} est l'unique élément de {\displaystyle {\mathcal {H}}} qui minimise la fonctionnelle {\displaystyle J:{\mathcal {H}}\rightarrow \mathbb {R} } définie par {\displaystyle J(v)={\tfrac {1}{2}}a(v,v)-L(v)} pour tout {\displaystyle v} de {\displaystyle {\mathcal {H}}}, c'est-à-dire :
{\displaystyle (2)\quad \exists !\ u\in {\mathcal {H}}\quad J(u)=\min _{v\in {\mathcal {H}}}\ J(v)}.

## Démonstration

### Cas général
Par application du théorème de Riesz sur les formes linéaires continues, il existe un vecteur {\displaystyle f\in {\mathcal {H}}} tel que
{\displaystyle \forall v\in {\mathcal {H}}\quad L(v)=\langle f,v\rangle }.
Par application de ce même théorème aux formes bilinéaires continues, il existe un endomorphisme linéaire continu {\displaystyle A\in {\mathcal {L}}({\mathcal {H}})} tel que
{\displaystyle \forall u,v\in {\mathcal {H}}\quad a(u,v)=\langle Au,v\rangle }.
La proposition (1) se réécrit alors :
{\displaystyle \exists !\ u\in {\mathcal {H}}\quad Au=f}.
Pour prouver cette proposition, il suffit donc de montrer que A est une bijection de {\displaystyle {\mathcal {H}}} sur {\displaystyle {\mathcal {H}}}. On montre dans un premier temps que l'opérateur est injectif, puis qu'il est surjectif.
Par la coercivité de {\displaystyle a} et en appliquant l'inégalité de Cauchy-Schwarz, on a pour tout {\displaystyle v\in {\mathcal {H}}}
{\displaystyle \alpha \|v\|^{2}\leq a(v,v)=\langle Av,v\rangle \leq \|Av\|\|v\|}
d'où {\displaystyle \|Av\|\geq \alpha \|v\|} pour tout {\displaystyle v} de {\displaystyle {\mathcal {H}}}, ce qui montre que A est injectif et d'image fermée. Notons {\displaystyle {\mathcal {Z}}} cette image. Par le théorème du supplémentaire orthogonal d'un fermé on sait que {\displaystyle {\mathcal {H}}={\mathcal {Z}}\oplus {\mathcal {Z}}^{\perp }}.
Soit ensuite un élément w de {\displaystyle {\mathcal {Z}}^{\perp }}, on a par définition {\displaystyle \langle Aw,w\rangle =0} et donc :
{\displaystyle \alpha \|w\|^{2}\leq a(w,w)=\langle Aw,w\rangle =0}
d'où {\displaystyle w=0}. Ainsi, {\displaystyle {\mathcal {Z}}^{\perp }} est réduit à {\displaystyle \{0\}}, ce qui montre que A est surjectif.
L'endomorphisme A est bijectif ; il existe donc un unique u de {\displaystyle {\mathcal {H}}} tel que {\displaystyle Au=f} et il est donné par {\displaystyle u=A^{-1}f}.

### Remarque
Sans calculer u, on a l'inégalité
{\displaystyle \|u\|\leq {\frac {\|L\|'}{\alpha }}}
où {\displaystyle \|\cdot \|'} désigne la norme de l'espace dual {\displaystyle {\mathcal {H}}'}.

### Cas symétrique
Si la forme bilinéaire a est symétrique, on a pour tout w de {\displaystyle {\mathcal {H}}} :
{\displaystyle J(u+w)=J(u)+{\Big (}a(u,w)-L(w){\Big )}+{\frac {1}{2}}a(w,w)}.
Comme u est l'unique solution de la proposition (1), cela donne
{\displaystyle J(u+w)=J(u)+{\frac {1}{2}}a(w,w)}.
Et comme a est coercive, on a :
{\displaystyle J(u+w)\geq J(u)+{\frac {\alpha }{2}}\|w\|^{2}}.
On a donc {\displaystyle J(u)\leq J(v)} pour tout {\displaystyle v\in {\mathcal {H}}}, d'où le résultat (2).

## Applications
- Ce théorème est à la base des méthodes aux éléments finis ; on peut en effet montrer que si, au lieu de chercher u dans {\displaystyle {\mathcal {H}}}, on cherche {\displaystyle u_{n}} dans {\displaystyle {\mathcal {H}}_{n}}, un sous-espace de {\displaystyle {\mathcal {H}}} de dimension finie n, alors :
  - dans le cas où a est symétrique, {\displaystyle u_{n}} est le projeté de u au sens du produit scalaire défini par a ;
  - si l'on se donne {\displaystyle (\varphi _{i})} une base de {\displaystyle {\mathcal {H}}_{n}}, le problème se ramène alors à la résolution d'un système linéaire :
{\displaystyle {\underline {\underline {A}}}{\underline {u_{n}}}={\underline {b}}} avec {\displaystyle A_{ij}=a(\varphi _{j},\varphi _{i})} et {\displaystyle b_{i}=L\varphi _{i}}.
- On peut obtenir une estimation d'erreur à l'aide du lemme de Céa.